# MTP研修
MTP研修（エムティーピーけんしゅう、Management Training Progra 研修）とは、一般社団法人日本産業訓練協会（日産訓）が実施している監督者・管理者養成プログラムのことである。TWI研修も管理職を対象とした研修であるが、MTPはさらにその上席にあたる人たちを対象とする研修である。TWIと同様、日産訓により広く実施されており、多くのサラリーマン・人事担当者の間でもよく知られた研修である。

## 歴史
戦後アメリカより日本に紹介、導入されたMTPは、その後、長年にわたり、日本の産業界で管理者研修として採用され、戦後の日本経済の復興、発展に貢献してきたといわれている。その受講者総数は100万人を超えており、現在でも、年間約1万人が受講していると推測される。また、最近ではアジアを中心とする海外諸国からも注目されており、（社）日本産業訓練協会（以下「日産訓」という）がその導入、普及を行っている。日本に導入後、半世紀を経過するものの、変化する雇用形態や就業者構造など、多様化する労働環境の変化に合わせ、ほぼ5年ごとに改訂され現在に至っている。
- 昭和20年9月　立川基地の米軍関係で働く日本人監督者向けにMTPが導入される
- 昭和25年10月　通産省主催で第1回MTPインストラクター養成講座を実施
- 昭和28年5月　通産省企業局により第1次改訂実施
- 昭和29年5月　MTPインストラクター連絡会により第2次改訂実施
- 昭和30年7月　通産省、労働省、日経連により日産訓が設立され、MTPの主管が引き継がれる
- 昭和32年12月　第3次改訂
  - この間、ほぼ5年毎に改訂を実施
- 平成3年4月　台湾で中国生産力中心を通じてMTPインストラクター養成講座を開始
- 平成6年5月　日経連国際協力センター（NICC）の委託でフィジーなどASEAN諸国対象にMTP研修を開始
- 平成9年6月　第10次改訂実施
- 平成10年10月　中国本土でMTP研修を開始
- 平成15年1月　第11次改訂実施
- 平成20年12月　第12次改訂実施

## 内容

### MTPの特徴と概要
MTPとは、管理者が自分の組織を管理していくのに必要な知識、技能のすべてを研修するのではなく、主として組織の長に必要な「管理の基礎」を、参加した受講者同士が意見や体験を交換し、相互に交流しながら、インストラクターのリードにより、解を導き出す会議方式主体の研修である。
管理者は、管理の仕方についていろいろな体験を持っているが、その経験の中には、何らかの原則がひそんでいる。
そこで、受講者に体験を発表してもらい、その中にひそんでいる原則を導き出し、理解し合い、考え、行動することを研究し、それを行動として習慣づけ、組織の中でこれを意図的に活用して、主体的に行動する管理者を養成し、組織の刷新を図っていくことに、研修の狙いがある。
MTPの受講対象者は、組織の責任者としての立場で、部下と共に組織の総力をあげて職責を遂行していくことになるので、主に「人の管理の仕方」について集中的に研究していくが、採用、配置、給与などのいわゆる人事管理全般について専門的に研究するものではない。同様に、特定の業務に関わる専門的な知識や技能の研修は、他の機会、方法にゆだねることになる。
また、部下がいない管理者の場合でも、いつかは部下を持つ可能性もあり、毎日の職場生活が、人と人との接触の連続で、これら関係者の協力なしには、自分の任務を達成できないため、受講対象者となる。

### MTPの構成
カリキュラムは、以下の6部17会（1～17）で構成されている。
- 第1部　管理の基礎（1.管理の基本的な考え方、2.管理と人間行動、3.組織の運営、4.基準に基づく管理）
- 第2部　変革への管理（5.問題解決の基本、6.仕事の改善の実践）
- 第3部　管理のプロセス（7.計画、8.指令、9.統制、10.調整）
- 第4部　育成と啓発（11.育成の考え方、12.個人能力の育成）
- 第5部　信頼関係の形成（13.態度と行動の啓発、14.人をめぐる問題への対処、15.コミュニケーションの確立）
- 第6部　よい管理の実現（16.リーダーシップ、17.管理の展開）

以上の全項目を標準どおり実施する場合の研修時間は約32時間となる。
17の会合は相互に深く関係づけられているので、第1会合から第17会合まで連続して実施するのが理想であるが、組織が抱えている課題や、解決が急がれるテーマに焦点をあて、自在に組み替えたり、短縮して実施することも可能である。
日産訓が、公開講座（4日間/2泊3日コースなど）ならびにインストラクター養成講座を開催している。